# Pär Stenbäck
Pär Olav Mikael Stenbäck (ur. 12 sierpnia 1941 w Porvoo) – fiński polityk i działacz społeczny, przedstawiciel mniejszości szwedzkiej, poseł do Eduskunty i minister, w latach 1977–1985 przewodniczący Szwedzkiej Partii Ludowej.

## Życiorys
Z wykształcenia politolog, absolwent Uniwersytetu Helsińskiego, pracował jako dziennikarz. Dołączył do Szwedzkiej Partii Ludowej, od 1967 do 1970 przewodniczył jej organizacji młodzieżowej. W latach 1970–1977 pełnił funkcję wiceprzewodniczącego partii, a następnie do 1985 stał na czele swojego ugrupowania. W latach 1970–1985 sprawował mandat deputowanego do Eduskunty. Był członkiem rządów, którymi kierowali Mauno Koivisto i Kalevi Sorsa. Pełnił funkcje ministra edukacji (od maja 1979 do lutego 1982) oraz ministra spraw zagranicznych (od lutego 1982 do lipca 1985).
Był później sekretarzem generalnym (1985–1988) i przewodniczącym (1996–1999) Fińskiego Czerwonego Krzyża. W latach 1988–1992 zajmował stanowisko sekretarza generalnego Międzynarodowej Federacji Towarzystw Czerwonego Krzyża i Czerwonego Półksiężyca. Pełnił też różne inne funkcje w instytucjach związanych z Międzynarodowym Ruchem Czerwonego Krzyża i Czerwonego Półksiężyca. Od 1992 do 1996 był sekretarzem generalnym Nordyckiej Rady Ministrów. W latach 1997–2006 pełnił funkcję wiceprezesa International Youth Foundation. Od 2005 do 2008 zasiadał w radzie miejskiej w Espoo. Powoływany w skład organów różnych organizacji i instytucji, był m.in. prezesem fundacji działającej na rzecz dzieci, a w 2001 objął stanowisko przewodniczącego European Cultural Parliament.